# Карл Крібель
Карл Крібель (нім. Karl Kriebel; 26 лютого 1888, Мец — 28 листопада 1961, Берг) — німецький воєначальник, генерал піхоти вермахту. Кавалер Лицарського хреста Залізного хреста.

## Біографія
7 липня 1907 року вступив у Баварську армію. Учасник Першої світової війни. Після демобілізації армії залишений в рейхсвері. З 26 серпня 1940 року — командир 56-ї, з 24 липня 1940 року — 46-ї піхотної дивізії. Учасник Французької і Балканської кампаній, а також Німецько-радянської війни. 16 грудня 1941 року відправлений в резерв ОКГ. З 15 липня 1942 року — інспектор поповнення в Нюрнберзі. З 1 березня 1943 року — командувач 7-м військовим округом. Після Липневої змови був представником військового суду честі, який звільняв звинувачених офіцерів з вермахту і передавав Народній судовій палаті. 12 квітня 1945 року знову відправлений в резерв ОКГ. 8 травня потрапив в американський полон. В 1947 році звільнений.

## Звання
- Фенріх (7 липня 1907)
- Лейтенант (26 травня 1909)
- Оберлейтенант (19 травня 1915)
- Гауптман (22 березня 1918)
- Майор (1 липня 1929)
- Оберстлейтенант (1 жовтня 1933)
- Оберст (1 вересня 1935)
- Генерал-майор (1 квітня 1939)
- Генерал-лейтенант (1 серпня 1940)
- Генерал піхоти (1 квітня 1943)

## Нагороди
- Медаль принца-регента Луїтпольда
- Залізний хрест 2-го і 1-го класу
- Орден «За заслуги» (Баварія) 4-го класу з мечами і короною
- Нагрудний знак «За поранення» в чорному
- Німецький імперський спортивний знак
- Почесний хрест ветерана війни з мечами
- Медаль «За вислугу років у Вермахті» 4-го, 3-го, 2-го і 1-го класу (25 років)
- Застібка до Залізного хреста 2-го і 1-го класу
- Лицарський хрест Залізного хреста (4 липня 1940)
- Хрест Воєнних заслуг 2-го і 1-го класу з мечами